# 陳天然 (明朝)
陳天然（1506年—1555年），字汝中，號自所，廣東瓊州府瓊山縣人，民籍，明朝政治人物。

## 生平
廣東鄉試第五十二名舉人。嘉靖十四年（1535年）中式乙未科會試第一百十八名，登第二甲第七十四名進士。授户部主事，榷税九江，升郎中，嘉靖二十五年出任镇江府知府，二十九年改任永州府知府，三十一年丁母忧归。

## 家族
曾祖陳才望；祖父陳徵；父陳瑞，壽官。母孫氏；生母吳氏。具庆下。兄天祺、天祜、天祐。弟天熙。